# La Bande à Fifi
La Bande à Fifi est une troupe comique française formée en 2005 dans le cadre de l'émission Le Grand Journal. Elle se réoriente à partir de 2007 dans le théâtre et cinéma, notamment avec les films Babysitting, Babysitting 2, Alibi.com et Alibi.com 2 réalisés par Philippe Lacheau, qui totalisent plus de deux millions d'entrées chacun. Les membres réguliers sont Philippe Lacheau, Tarek Boudali, Julien Arruti, Elodie Fontan (depuis 2015) et Reem Kherici.

## Historique

### Débuts à la télévision et au théâtre
La Bande à Fifi se forme en 2005, sous l'impulsion de Michel Denisot qui les recrute dans Le Grand Journal où ils jouent leurs sketchs en direct. Elle est composée de Philippe « Fifi » Lacheau, Tarek Boudali, Reem Kherici, Julien « Juju » Arruti, Pascal Boisson dit Paco et Patrick « Patou » Mbeutcha.
En 2006, l'équipe abandonne ce format et est présente tous les soirs sur le plateau de l'émission. La bande se fait surtout remarquer lors du Festival de Cannes 2006 avec ses sketchs en direct. En 2007, ils quittent le talk-show de Canal+ pour se consacrer au cinéma et au théâtre. En 2008, ils se produisent au Splendid dans Qui a tué le mort ?, une comédie produite par Dominique Farrugia. En 2009, Christophe Dechavanne leur demande de présenter l'adaptation française de Bibliothèque Silencieuse. C'est alors que la troupe participe au programme de W9 Chut, chut, chut !. Patrick Mbeutcha quitte la bande à la fin de Chut, chut, chut ![réf. nécessaire].

### Consécration au cinéma
En 2013, Reem Kherici réalise avec la bande le film Paris à tout prix. Puis, en 2014, Philippe Lacheau réalise le premier film de la série Babysitting. En 2015, Elodie Fontan jouant dans Babysitting 2 se met en couple avec Philippe Lacheau et rejoint donc la Bande à Fifi.
En 2017, leur film Alibi.com totalise plus de trois millions et demi d'entrées. La même année, Tarek Boudali réalise son premier film, Epouse-moi mon pote. En 2018, ils rejoignent la troupe des Enfoirés pour Les Enfoirés 2018 : Musique ! à Strasbourg.
Plusieurs membres de la Bande (Philippe Lacheau, Elodie Fontan, Tarek Boudali et Julien Arruti) ont participé aux doublages des films Pierre Lapin de Will Gluck (sans Tarek) et Comme des bêtes 2 de Chris Renaud.

## Filmographie de la Bande à Fifi
| Année | Film                                 | Réalisation                      | Scénario                                                                 | Membres de la bande présents                                                           | Autres acteurs                                                              |
| ----- | ------------------------------------ | -------------------------------- | ------------------------------------------------------------------------ | -------------------------------------------------------------------------------------- | --------------------------------------------------------------------------- |
| 2013  | Paris à tout prix                    | Reem Kherici                     | Reem Kherici Philippe Lacheau                                            | Reem Kherici Philippe Lacheau Tarek Boudali Julien Arruti Pascal Boisson               | Cécile Cassel Shirley Bousquet Stéphane Rousseau François-Xavier Demaison   |
| 2014  | Babysitting                          | Philippe Lacheau Nicolas Benamou | Philippe Lacheau Julien Arruti Tarek Boudali Pierre Lacheau Pierre Dudan | Philippe Lacheau Tarek Boudali Julien Arruti Pascal Boisson                            | Vincent Desagnat Gérard Jugnot Alice David                                  |
| 2015  | Babysitting 2                        | Philippe Lacheau Nicolas Benamou | Philippe Lacheau Tarek Boudali Julien Arruti Pierre Lacheau Pierre Dudan | Philippe Lacheau Tarek Boudali Julien Arruti Élodie Fontan (nouveau membre)            | Christian Clavier Alice David                                               |
| 2017  | Alibi.com                            | Philippe Lacheau                 | Philippe Lacheau Julien Arruti Pierre Dudan                              | Philippe Lacheau Tarek Boudali Julien Arruti Élodie Fontan Pascal Boisson              | Didier Bourdon Nathalie Baye Nawell Madani                                  |
| 2017  | Jour J                               | Reem Kherici                     | Reem Kherici Philippe Lacheau                                            | Reem Kherici Philippe Lacheau Julien Arruti Pascal Boisson                             | Nicolas Duvauchelle Julia Piaton Stéphane Rousseau François-Xavier Demaison |
| 2017  | Épouse-moi mon pote                  | Tarek Boudali                    | Tarek Boudali Pierre Dudan                                               | Philippe Lacheau Tarek Boudali Julien Arruti Pascal Boisson                            | David Marsais Charlotte Gabris Andy Raconte                                 |
| 2018  | Nicky Larson et le Parfum de Cupidon | Philippe Lacheau                 | Philippe Lacheau Pierre Lacheau Julien Arruti                            | Philippe Lacheau Élodie Fontan Tarek Boudali Julien Arruti Reem Kherici Pascal Boisson | Didier Bourdon Kamel Guenfoud Pamela Anderson                               |
| 2020  | 30 Jours max                         | Tarek Boudali                    | Tarek Boudali Pierre Dudan                                               | Philippe Lacheau Tarek Boudali Julien Arruti Pascal Boisson Reem Kherici               | José Garcia Marie-Anne Chazel Vanessa Guide                                 |
| 2021  | Super-héros malgré lui,              | Philippe Lacheau                 | Philippe Lacheau Pierre Lacheau Julien Arruti Pierre Dudan               | Philippe Lacheau Élodie Fontan Tarek Boudali Julien Arruti Pascal Boisson              | Jean-Hugues Anglade Chantal Ladesou Alice Dufour                            |
| 2023  | Alibi.com 2                          | Philippe Lacheau                 | Philippe Lacheau Pierre Lacheau Julien Arruti Pierre Dudan               | Philippe Lacheau Élodie Fontan Tarek Boudali Julien Arruti Pascal Boisson Reem Kherici | Didier Bourdon Nathalie Baye Gérard Jugnot Arielle Dombasle                 |
| 2023  | 3 Jours max                          | Tarek Boudali                    | Tarek Boudali Pierre Dudan Gregory Boutboul                              | Tarek Boudali Philipe Lacheau Élodie Fontan Julien Arruti Reem Kherici                 | José Garcia Marie-Anne Chazel Vanessa Guide Nicolas Marié Chantal Ladesou   |
| 2024  | Chien et Chat                        | Reem Kherici                     | Reem Kherici Tristan Schulmann                                           | Reem Kherici Philippe Lacheau                                                          | Franck Dubosc                                                               |
| 2026  | Le Marsupilami                       | Philippe Lacheau                 | Philippe Lacheau Pierre Lacheau Julien Arruti Pierre Dudan               | Philippe Lacheau Élodie Fontan Tarek Boudali Julien Arruti Reem Kherici                | Jean Reno Jamel Debbouze                                                    |
| 2027  | Somnambule                           | Tarek Boudali                    | Tarek Boudali                                                            | Tarek Boudali Philippe Lacheau Julien Arruti                                           | Gérard Jugnot Alice David Medi Sadoun Patrick Timsit François Berléand      |

## Box-office et audiences télévisuelles

### Cinéma
| #  | Film                                 | Réalisateur      | Année | Entrées (France) | Recette (en dollars) |
| -- | ------------------------------------ | ---------------- | ----- | ---------------- | -------------------- |
| 1  | Alibi.com 2                          | Philippe Lacheau | 2023  | 4 277 971        | 34 114 308 $         |
| 2  | Alibi.com                            | Philippe Lacheau | 2017  | 3 581 581        | 29 370 592 $         |
| 3  | Babysitting 2                        | Philippe Lacheau | 2015  | 3 203 541        | 24 563 629 $         |
| 4  | Épouse-moi mon pote                  | Tarek Boudali    | 2017  | 2 471 839        | 21 571 464 $         |
| 5  | Babysitting                          | Philippe Lacheau | 2014  | 2 358 733        | 20 334 564 $         |
| 6  | 3 Jours max                          | Tarek Boudali    | 2023  | 1 898 935        | 15 152 854 $         |
| 7  | Super-héros malgré lui               | Philippe Lacheau | 2021  | 1 835 528        | 14 770 359 $         |
| 8  | Nicky Larson et le parfum de cupidon | Philippe Lacheau | 2018  | 1 684 404        | 14 702 744 $         |
| 9  | 30 Jours max                         | Tarek Boudali    | 2020  | 1 324 568        | 11 020 901 $         |
| 10 | Chien et Chat                        | Reem Kherici     | 2024  | 1 122 884        | 10 740 923 $         |
| 11 | Paris à tout prix                    | Reem Kherici     | 2013  | 577 418          | 4 914 774 $          |
| 12 | Jour J                               | Reem Kherici     | 2017  | 415 647          | 3 314 701 $          |

### Télévision
| Film                                 | Date               | Chaîne de télévision | Audience Française        | Part de marché (sur les 4 ans et plus) | Note         |
| ------------------------------------ | ------------------ | -------------------- | ------------------------- | -------------------------------------- | ------------ |
| Paris à tout prix                    | 24 juillet 2016    | France 2             | 2 820 000 téléspectateurs | 14,4 %                                 |              |
| Babysitting                          | 13 novembre 2016   | TF1                  | 6 130 000 téléspectateurs | 24,2 %                                 |              |
| Babysitting                          | 20 février 2017    | TMC                  | 1 490 000 téléspectateurs | 5,9 %                                  | 2e diffusion |
| Babysitting 2                        | 24 avril 2018      | M6                   | 2 790 000 téléspectateurs | 12 %                                   |              |
| Paris à tout prix                    | 3 juin 2018        | France 2             | 2 660 000 téléspectateurs | 11,5 %                                 | 2e diffusion |
| Babysitting                          | 10 février 2019    | TF1                  | 4 670 000 téléspectateurs | 19,2 %                                 | 3e diffusion |
| Alibi.com                            | 16 juin 2019       | TF1                  | 6 120 000 téléspectateurs | 28,9 %                                 |              |
| Jour J                               | 1er septembre 2019 | France 2             | 2 360 000 téléspectateurs | 11,1 %                                 |              |
| Babysitting 2                        | 5 mars 2020        | M6                   | 2 010 000 téléspectateurs | 9,4 %                                  | 2e diffusion |
| Alibi.com                            | 5 mars 2020        | TMC                  | 978 000 téléspectateurs   | 4,8 %                                  | 2e diffusion |
| Babysitting                          | 1er juin 2020      | TF1                  | 3 540 000 téléspectateurs | 15,5 %                                 | 4e diffusion |
| Épouse-moi mon pote                  | 13 octobre 2020    | M6                   | 3 020 000 téléspectateurs | 12,8 %                                 |              |
| Babysitting 2                        | 26 octobre 2020    | W9                   | 1 170 000 téléspectateurs | 4,9 %                                  | 3e diffusion |
| Épouse-moi mon pote                  | 20 décembre 2020   | W9                   | 1 150 000 téléspectateurs | 4,5 %                                  | 2e diffusion |
| Paris à tout prix                    | 1er juillet 2021   | W9                   | 499 000 téléspectateurs   | 2,4 %                                  | 3e diffusion |
| Nicky Larson et le Parfum de Cupidon | 19 juillet 2021    | M6                   | 2 250 000 téléspectateurs | 11,6 %                                 |              |
| Alibi.com                            | 6 février 2022     | TF1                  | 4 720 000 téléspectateurs | 22,4 %                                 | 3e diffusion |
| Babysitting                          | 19 août 2022       | M6                   | 1 300 000 téléspectateurs | 7,8 %                                  | 5e diffusion |
| Jour J                               | 13 janvier 2023    | C8                   | 379 000 téléspectateurs   | 2,1 %                                  | 2e diffusion |
| Épouse-moi mon pote                  | 20 janvier 2023    | M6                   | 1 970 000 téléspectateurs | 10,1 %                                 | 3e diffusion |
| Nicky Larson et le Parfum de Cupidon | 3 février 2023     | M6                   | 1 950 000 téléspectateurs | 10,3 %                                 | 2e diffusion |
| Alibi.com                            | 12 février 2023    | TF1                  | 5 180 000 téléspectateurs | 25,8 %                                 | 4e diffusion |
| Babysitting                          | 23 mai 2023        | W9                   | 536 000 téléspectateurs   | 2,6 %                                  | 6e diffusion |
| Babysitting 2                        | 30 mai 2023        | W9                   | 875 000 téléspectateurs   | 4,4 %                                  | 4e diffusion |
| Jour J                               | 16 août 2023       | TMC                  | 504 000 téléspectateurs   | 2,9 %                                  | 3e diffusion |
| 30 Jours max                         | 26 octobre 2023    | M6                   | 3 650 000 téléspectateurs | 18,6 %                                 |              |
| Jour J                               | 26 novembre 2023   | TFX                  | 366 000 téléspectateurs   | 1,8 %                                  | 4e diffusion |
| 30 Jours max                         | 18 décembre 2023   | W9                   | 892 000 téléspectateurs   | 4,7 %                                  | 2e diffusion |
| Babysitting 2                        | 20 février 2024    | W9                   | 736 000 téléspectateurs   | 3,7 %                                  | 5e diffusion |
| Super-héros malgré lui               | 14 avril 2024      | TF1                  | 3 910 000 téléspectateurs | 20,6 %                                 |              |